# Tepuihyla tuberculosa
Tepuihyla tuberculosa es una especie de anfibio de la familia Hylidae.
Habita en el oeste de Brasil, Colombia, Ecuador y Perú, en la cuenca superior del Amazonas.
Sus hábitats naturales incluyen bosques tropicales o subtropicales secos y a baja altitud, ríos, marismas de agua dulce y corrientes intermitentes de agua.